# Hồ Văn Thái
Hồ Văn Thái (sinh ngày 12 tháng 11 năm 1968) là một Trung tướng Quân đội nhân dân Việt Nam và chính trị gia người Việt Nam. Ông hiện là Bí thư Đảng ủy, Chính ủy Quân khu 9. .

## Xuất thân
Hồ Văn Thái sinh ngày 12 tháng 11 năm 1968 quê quán ở xã Vĩnh Thạnh, huyện Giồng Riềng, tỉnh Kiên Giang

## Giáo dục
- Giáo dục phổ thông: 12/12
- Đại học chuyên ngành xây dựng Đảng và chính quyền nhà nước
- Thạc sĩ chính trị
- Cử nhân lí luận chính trị

## Sự nghiệp
Ông gia nhập Đảng Cộng sản Việt Nam vào ngày 25/8/1989.
Khi ứng cử đại biểu Quốc hội Việt Nam khóa XIV vào tháng 5 năm 2016 ông đang là Tỉnh ủy viên, Đại tá, Phó Bí thư thường trực Quân sự tỉnh, Chính ủy Bộ Chỉ huy Quân sự tỉnh Kiên Giang, làm việc ở Bộ Chỉ huy Quân sự tỉnh Kiên Giang.
Ông đã trúng cử đại biểu quốc hội năm 2016 ở đơn vị bầu cử số 1, tỉnh Kiên Giang gồm có các huyện: Tân Hiệp, Kiên Hải, Giồng Riềng và Gò Quao, được 226.793 phiếu, đạt tỷ lệ 62,94% số phiếu hợp lệ.
Ông nguyên là Tỉnh ủy viên, Chính ủy Bộ Chỉ huy Quân sự tỉnh Kiên Giang,Ủy viên Ủy ban Quốc phòng và An ninh của Quốc hội.
Ngày 30 tháng 11 năm 2020, ông được bổ nhiệm giữ chức Chủ nhiệm Chính trị Quân khu 9 thay Thiếu tướng Nguyễn Văn Gấu vừa được Thủ tướng Chính phủ bổ nhiệm giữ chức Bí thư Đảng ủy, Chính ủy Quân khu 9.
Ngày 27 tháng 1 năm 2022, Thủ tướng Chính phủ Phạm Minh Chính ký Quyết định số 136/QĐ-TTg, bổ nhiệm ông Hồ Văn Thái giữ chức Bí thư Đảng ủy, Chính ủy Quân khu 9.